# Subterránea (cómic)
Subterránea es un reino ficticio muy por debajo de la superficie de la Tierra que aparece en los cómics estadounidenses publicados por Marvel Comics.

## Descripción
Subterránea es una red de cuevas masivas, pasajes y túneles, algunos lo suficientemente grandes para albergar ciudades, que están habitadas por las diferentes razas de los Subterráneos. La primera entrada registrada a Subterránea se encontró en Isla Monstruo. Subterránea contiene agua en ríos subterráneos, piscinas y lagos. Tiene altas temperaturas y ningún clima, y su atmósfera es aproximadamente la misma que la superficie de la Tierra con aire fresco suministrado a través de pasajes al mundo de la superficie.
Además de las diferentes razas de los Subterráneos, Los Rechazados en la Subterránea y sirven al Hombre Topo.

## Historia
Subterránea es un reino que fue construido debajo de la superficie de la Tierra. En un momento, estuvo habitado por los Desviados. Subterránea en realidad no se encontraba en el centro de la Tierra, sino que consistía en una red de cavernas que aparentemente se extendía por todo el planeta y se encontraba debajo de la superficie de la Tierra. Hace unos 20.000 años, los sacerdotes de la ciudad de Netheria (que estaba ubicada en Atlantis) previó que Atlantis sería atacada por los Deviados que tenían su imperio basado en Lemuria. Por lo tanto, la gente de Netheria encerró su ciudad en una cúpula de una sustancia desconocida similar al plástico y excavó y fortificó los cimientos de su ciudad. En consecuencia, cuando la Atlántida se hundió, Netheria se mantuvo intacta y su gente sobrevivió, habiendo descubierto un medio para reciclar su suministro de aire. Netheria se hundió más profundamente a lo largo de los años hasta que finalmente se detuvo en una enorme caverna submarina. Posteriormente, los neerlandeses cambiaron el nombre de su reino al inframundo y ahora son conocidos como los inframundos.
Los Cuatro Fantásticos hicieron su primer viaje a Subterránea donde descubrieron que Hombre Topo y sus Topoides residen allí. También es donde los Mutados Desviados de Isla Monstruo hacen su hogar.
El inmortal científico / hechicero romano Tyrannus también tiene su hogar en Subterránea, donde gobierna los brotes Topoides llamados Tyrannoides.
Durante la historia de Avengers vs. X-Men, Mr. Siniestro construyó su propia ciudad (basada en el Londres de la época victoriana) en los túneles subterráneos de los Topoides dentro de Subterránea. La ciudad está habitada únicamente por clones de sí mismo y su castillo está en la parte posterior de un clon de Krakoa. Después de deshacerse de un clon rebelde, le explica a uno de sus otros clones que ha previsto que la Fuerza Fénix vendría después de Hope Summers y que los Vengadores intentarán detenerlo y enfrentarse contra los X-Men, lo que provocará la creación de los Cinco Fénix (que consiste en versiones de Cíclope, Colossus, Emma Frost, Magik y Namor). También sabe que los Cinco Fénix pronto lo perseguirán y tiene la intención de quitarles la energía Fénix mediante el uso de un grupo de clones de Madelyne Pryor. Los Cinco Fénix dejan atrás a sus compañeros de equipo y rastrean a Mr. Siniestro a Anchorage, Alaska (lugar de nacimiento de Cíclope), descubriendo que él construyó su ciudad en los túneles subterráneos debajo de Anchorage. Mr. Siniestro luego ordena a sus clones que entren en guerra contra los Cinco Fénix.

## Puntos de interés
Hay algunos lugares famosos en Subterránea:
- La Ciudad Abandonada: esta fue una ciudad abandonada que una vez fue utilizada por el Alto Evolucionador. Recientemente se ha elevado al mundo de la superficie en los Estados Unidos, con sus habitantes que desean que su ciudad sea declarada como su propia nación independiente.
- Lechuguilla - Una de las ciudades Topoides en Subterránea.
- Meramec: una ciudad submarina habitada por topoides acuáticos.
- El Valle de los Diamantes: un valle formado por muchos diamantes que son tan brillantes que pueden cegar a cualquiera que lo vea. Cualquier persona que quiera viajar a través del Valle de los Diamantes debe usar lentes de sol especiales.

## Subterráneos
Subterránea tiene varias razas que viven en esta ubicación subterránea. Las razas de Subterránea se conoce como Subterraneanas. Entre los conocidos subterráneos se encuentran:

### Ghouls
Los Ghouls (también conocidos como Demonios de la Neblina) son una raza subterránea de origen desconocido. Hubo dos variantes de la carrera, distinguidas por sus diferentes tamaños.
- Los Ghouls más pequeños eran más salvajes y adoraban a la lava fundida en su dominio como una especie de dios del fuego donde ofrecían sacrificios.
- Los Ghouls más grandes son más civilizados y han construido ciudades subterráneas masivas.

### Gortokianos
Los Gortokianos fueron la primera raza de los Subterráneos. Fueron creados hace milenios por los Desviados como una raza de esclavos, pero pronto se rebelaron. En los últimos años, los Gortokianos planeaban una invasión del mundo de la superficie, pero una prueba nuclear subterránea organizada por una nación de la superficie involuntaria devastó a toda la raza, matándolos a todos directamente o por el envenenamiento por radiación resultante. El único sobreviviente conocido es Grotesk, quien es conocido por aparentemente haber matado al líder de los X-Men, El Profesor X (pero que en realidad era el que cambia de forma Changeling).
El Pueblo Dorado de la Tierra Salvaje son los descendientes de los Gortokianos.
Los Gortokianos aparecieron por primera vez en X-Men # 41 (febrero de 1968), y fueron creados por Roy Thomas y Don Heck.

### Hombres Lava
Los Hombres Lava son una raza de Subterráneos que fueron mutados por el demonio Cha'sa'dra (un nativo de Limbo) en una forma de piel de lava. El primer Hombre Lava fue en visitar el mundo de la superficie fue Jinku, quien fue impulsado a la superficie por una reacción volcánica provocada por el dios tramposo Loki. Este Hombre Lava luchó contra Thor antes de que fuera devuelto bajo tierra. Más tarde, él y otros Lava Men pelearon con los compañeros de Thor, los Vengadores. Cha'sa'dra estaba entre los demonios del Limbo que apareció en la Tierra durante la historia del "Inferno", y cuando fue destruido en combate con los Vengadores, los Hombres Lava aparentemente se transformaron en materia sólida y no viviente.
Los Hombres Lava tienen una piel roja de consistencia dura como una roca. El cuerpo de un Hombres Lava tiene el doble de densidad que un ser humano normal. Al morir, un Hombres Lava normal se descompone inmediatamente en polvo. Un pequeño número de Hombres Lava han sufrido una metamorfosis dándoles pieles de oro. Grotesk ha silenciado a todos los hombres de lava bajo su gobierno. No hay Hombres Lava claramente femeninos hasta la fecha.
Se sabe que menos de mil Hombres Lava existen. Los Hombres de Lava anteriormente tenían un gobierno tribal, pero se convirtieron en una monarquía gobernada por Grotesk, aunque los Hombres Lava de oro permanecieron bajo el gobierno tribal. Su nivel de tecnología es primitivo y los Hombres de Lava son profundamente religiosos y pacíficos, excepto cuando son movidos a la guerra por el fervor religioso. Los Hombres Lava eran antes nómadas. Aunque no era un Hombre Lava, Grotesk gobernaba a los Hombres Lava rojos. Jinku era un chamán de los Hombres Lava de oro. Otros Lava Men conocidos han incluido los Hombres Lava Akor dorados, Danka y Kelak, así como el fallecido Molto. Los enemigos de los Hombres Lava han incluido a los Vengadores, Thor, los Topoides y los Subterráneos Tirannoides, Brutus y los Desviados. Los principales aliados de los Hombres Lava han incluido a Grotesk, el Capitán Marvel II y anteriormente Cha'sa'dra.
La primera aparición reportada de un Hombre Lava en la superficie de la Tierra fue Molto, en Journey into Mystery # 97 (octubre de 1963) de Jack Kirby.
Molto apareció en la superficie de la Tierra y se enfrentó a Thor en la ciudad de Nueva York. Molto se hizo amigo de Thor después, sin embargo. Los Vengadores luchó más adelante la de los Hombres Lava en Subterránea cuando trataron de forzar una 'roca viva' que se emite ondas sonoras mortales a la superficie, con la esperanza de que cuando finalmente explotó sería destruir la Tierra y no su reino. Sin embargo, Hulk fue engañado para golpear el lugar, lo que terminó destruyéndolo. Thor permitió que el resto de los Hombres Lava volvieran a casa.
Jinku planeaba usar la máquina del Hombre Topo para activar todos los volcanes en la Tierra. Molto fue herido de muerte por Jinku, pero advirtió a Thor y la Antorcha Humana sobre Jinku antes de morir. Thor destrozó la máquina y la Antorcha condujo a los Subterráneos de los Topoides a derrotar a los Hombres Lava.
Un Proyecto Pegaso la sonda del perforador causó estragos en un asentamiento de Hombres Lava y tomaron represalias al invadir el Proyecto: Pegaso. Los Hombres Lava se enfrentaron nuevamente con los Vengadores antes de regresar a Subterránea. Los Hombres Lava se involucraron en una guerra contra las otras razas Subterráneas y lograron capturar al Hombre Topo.
Jinku creó mágicamente un grupo de hombres de lava no sensibles que atacaron a los Vengadores y la Hydro-Base. Se reveló cómo el demonio Cha'sa'dra transformó a un grupo de subterráneos gortokianos en los primeros Lava Men y cómo la muerte de Cha'sa'dra mató a cientos de Hombres Lava y colocó a otros en un estado inmóvil de "crisálida". El vengativo Jinku desató un monstruo contra los Vengadores en Subterránea. Los inmóviles Hombres Lava alcanzaron nuevas formas doradas y Jinku se transformó de manera similar. Sin embargo, todos hicieron las paces con los Vengadores.
Más tarde, los Hombres Lava rojos no transformados restantes quedaron bajo la regla de Grotesk. Algunos de los Hombres Lava huyeron a la superficie para escapar de la guerra en Subterránea, pero se vieron obligados a regresar.
Los Hombres Lava tienen una alta resistencia al calor extremo y las llamas. Continuamente generan calor intenso de sus cuerpos y pueden aumentar la cantidad de calor a voluntad, lo suficiente como para poder derretir un arma en sus proximidades. Tienen una capacidad mística para hacer que aparezcan grandes cantidades de cenizas volcánicas, aparentemente de la nada, y para transformar el metal en cenizas. También tienen inmunidad al envejecimiento. Algunos Hombres Lava pueden transformarse místicamente en gigantes de 20 pies de altura (6.1 m) compuestos de lava endurecida. Algunos Hombres Lava pueden místicamente ordenar a la lava fundida que cumpla sus órdenes realizando una oración ritual a los demonios que adoran. Los Hombres de Lava dorados pueden transformar sus formas y, al hacerlo, incluso fusionar sus cuerpos entre sí. Una vez se formaron en una gran esfera que podría desafiar la gravedad. Jinku ha creado místicamente Hombres Lava no sensibles que poseen los poderes sobrehumanos de los Hombres Lava reales. Los Hombres Lava tenían audición y visión nocturna inusualmente agudas para permitirles funcionar más fácilmente en la oscuridad de Subterránea.

### Hombres Lagarto
Los Hombres Lagarto de Subterránea son una raza de lagartos humanoides creados como esclavos de los Desviados. Cuando los Desviados abandonaron Subterránea, los Hombres Lagarto de Subterránea se convirtieron en una sociedad clandestina. Los Hombres Lagarto de Subterránea viajaron a través de un sistema de cuevas de la Tierra donde uno de sus números se perdió en las montañas del Himalaya. Enviaron a un explorador con un pelaje que lo cubría para buscar a ese operativo donde el Hombre Lagarto en cuestión fue confundido con un Yeti. El explorador terminó por encontrarse con Victor Cartwright, quien estaba fingiendo el documental de un Yeti cuando él y su asistente Fred Cooper no pudieron encontrar el verdadero. El explorador llevó a Victor a la clandestinidad con Fred en su búsqueda. Cuando los Hombres Lagarto planearon matar a Victor para mantener a su sociedad en secreto, Fred vino al rescate de Victor.
Algún tiempo después, un convicto endurecido llamado Eric Kane que cumplía una sentencia de cadena perpetua en un campo de prisioneros de África escapó y se escondió en una cueva detrás de una cascada donde se topó con la sociedad clandestina de hombres lagartos no relacionados mientras buscaba otra salida. Los Hombres Lagarto terminaron dándole la bienvenida y afirmando que un diamante especial les había dado luz. Cuando Eric les preguntó a los Hombres Lagarto por qué no habían ido a la superficie en busca de luz, le dijeron que no podían respirar el aire del mundo de la superficie ni siquiera en las regiones superiores de la cueva. Los Hombres Lagarto permitieron que Eric fuera su invitado de honor. Eric solo estaba interesado en tomar el diamante. Cuando Eric logró tomar el diamante y correr, los Hombres Lagarto lo persiguieron y le advirtieron que dejara caer el diamante mientras tuviera la oportunidad, ya que era peligroso. Eric era demasiado rápido para los Hombres Lagarto. El diamante emitió radiación que lo transformó en un Hombre Lagarto, haciéndolo incapaz de respirar el aire del mundo de la superficie, y se retiró a los Hombres Lagarto. Los otros Hombres Lagarto rechazaron a Eric a pesar de que les había devuelto el diamante. Mientras vivía como un marginado, Eric se quedó preguntándose si los efectos del diamante se desgastarán y lo devolverán a su forma humana.
Más tarde, Kro envió a los Hombres Lagarto a las Montañas de Medianoche en Borneo para ayudar en la captura de Makkari (quien había tomado el disfraz del superhéroe Huracán para servir como miembro de los Cazadores de Monstruos). Los compañeros del equipo de Makkari lo ayudaron en la lucha contra el monstruo mutante Gorgilla, ya que Makkari es atrapado por un Misil Bloodhound lanzado por los Hombres Lagarto. Los Hombres Lagarto arrastraron a Makkari a Subterránea con Ulysses Bloodstone en una persecución. Los Hombres Lagarto destruyeron la entrada de su túnel para evitar que Ulysses Bloodstone los siguiera. Al menos un hombre lagarto se quedó atrás y su mente fue investigada por el Doctor Druid. Los Cazadores de Monstruos más tarde dejaron a los últimos Hombres Lagarto bajo el cuidado de Gorgilla.
Los Hombres Lagarto de Subterránea son muy diferentes de los Hombres Lagarto que residen en la Tierra Salvaje y los Hombres Lagarto de Tok (del Microverso).
Los Hombres Lagarto de Subterránea apareció por primera vez en Tales to Astonish # 24.

### Molans
Los Molans son una raza que fue creada por los Desviados. Después de que los Desviados dejaron Subterránea, los Molans se convirtieron en su propia sociedad distinta. Aparecieron por primera vez en Avenging Spider-Man # 1 cuando, junto a su líder Ra'ktar, terminan por derrocar al Hombre Topo después de que sus Topoides hubieran capturado al alcalde J. Jonah Jameson. Spider-Man y Red Hulk terminan acudiendo al rescate de J. Jonah Jameson, donde Red Hulk termina luchando contra Ra'ktar. Ra'ktar logra cortar fácilmente a Red Hulk. Spider-Man logra que J. Jonah Jameson vuelva a la superficie mientras él regresa para Red Hulk. Spider-Man luego se enfrenta a Ra'ktar usando un arma que Ra'ktar forjó para él. Spider-Man logró derrotar a Ra'ktar y logró elaborar un tratado entre los Molans y Hombre Topo.
Los Molans aparecieron por primera vez en Avenging Spider-Man # 1.

### Topoides
Los Topoides (o gente topo) fueron la próxima carrera creada por los Desviados. Los Topoides son los más débiles físicamente de los Subterráneos y, en consecuencia, casi siempre actúan en gran número. Debido a su debilidad física y mental, los Desviados los rechazaron e intentaron exterminarlos a todos. Hoy, sirven al Hombre Topo, y con frecuencia han luchado contra los Cuatro Fantásticos junto a su maestro y sus monstruos.
Los Topoides tienen una subespecie de piel amarilla llamada los Disianos que viven en los túneles subterráneos de la Tierra Salvaje.
Se ve a los Topoides recogiendo y sacando las partes del cuerpo del Punisher, después de que es desmembrado y decapitado por el hijo de Wolverine, Daken, actuando por orden de Norman Osborn. Aparentemente están operando bajo la protección del Hombre Cosa.
Cuatro Topoides evolucionados llamados Kor, Mik, Tong y Turg son miembros de la Fundación Futura.
Los Topoides aparecieron por primera vez en Fantastic Four # 22 (enero de 1964), y fueron creados por Stan Lee y Jack Kirby.

### Tyrannoides
Los Tyrannoides son una rama de los Topoides que sirven al casi inmortal Tyrannus del exilio del mundo de superficie, a quien mostraron la Fuente de la juventud. No son tan débiles o simples como sus primos Topoides. Como peones de Tyrannus, los Tyrannoides han luchado contra Hulk en varias ocasiones.
Los Tyrannoides aparecieron por primera vez en The Incredible Hulk # 5.

## Otras versiones

### JLA/Avengers
En la miniserie de cruce JLA/Avengers, los Subterráneos se encuentran entre los villanos cautivados que defienden el baluarte de Krona. Los Hombres Lava están entre los primeros villanos enfrentados. Los Topoides son derrotados por Iron Man y Aquaman.

### Secret Wars(2015)
Durante la historia de Secret Wars de 2015, el topo de Technopolis establece el reino subterráneo de Subterránea cerca del Escudo. Mole Man incluso tenía la seguridad de Subterránea al usar tecnología robada de Technopolis y modificar Centinelas Ultron desactivados de Perfection. El Punisher de Egyptia y el Puño de Hierro del Dominio de Apocalipsis tropezaron con esto donde ayudaron a detener un mal funcionamiento de Ultron. A pesar de que Hombre Topo violó una de las leyes del Dios Emperador Doom, se le permitió continuar ejecutando Subterránea como el subdominio del Escudo sin tener que someterse al Dios Emperador Doom.

## En otros medios

### Televisión
- Subterránea aparece en Los Cuatro Fantásticos de 1967, episodios de "La Amenaza del Hombre Topo" y "El Regreso del Hombre Topo".
- Subterránea aparece en el episodio de Los Cuatro Fantásticos de 1978, "El Hombre Topo".
- Subterránea aparece en el episodio de Los 4 Fantásticos de 1994, "Hombre Topo".
- Subterránea aparece por primera vez en el episodio "De-Mole-ition" de Los Cuatro Fantásticos: Héroes más Grandes del Mundo. Aquí, los Topoides son formas de vida basadas en hongos similares a la versión Ultimate Marvel de ellos.
- Subterránea aparece en Hulk and the Agents of S.M.A.S.H., episodio "De Topos y Hombres". Los Topoides aclaman a Hulk como su rey, y le agradecieron por haber derrotado a una Larva-Bestia que ha estado atormentando a su ciudad. Hulk considera permanecer en Subterránea para proteger a los Topoides en caso de que aparezca otra larva-bestia. También se demostró que los Topoides también fueron defendidos por el Hombre Topo hasta que fue capturado por las Larvas-Bestias. La Reina Larva-Bestia ha estado usando el piso que tiene lava debajo para incubar sus huevos. Cuando la Reina Larva-Bestia alcanza la superficie, los Agentes de S.M.A.S.H. terminan luchando donde son asistidos por Hombre Topo y los Topoides donde usaron sus lanzas que funcionan con energía solar para luchar contra la reina Larva-Bestia. Al atraerlo fuera de la ciudad, los Agentes de S.M.A.S.H. usan una estructura de roca grande para aplastar a la Reina Larva-Bestia. Luego, Hulk decide quedarse en Vista Verde mientras Hombre Topo y los Topoides regresan a Subterránea.

### Película
Subterránea aparece en la película del Universo cinematográfico de Marvel Los Cuatro Fantásticos: primeros pasos (2025). Cuando el Hombre Topo intento de enviar a un edificio por el subterráneo, hasta que fue detenido por Reed Richards. Más tarde le pide la ayuda al Hombre Topo hacia Los 4 Fantásticos para refugiar a los ciudadanos de Nueva York en el subterráneo durante la llegada de Galactus en la Tierra-828.

### Videojuegos
- Los Topoides y los Hombres Lava aparecen en Marvel Heroes.